# Katedralen i Zadar

Katedralen i Zadar (kroatiska: Zadarska katedrala) eller Sankta Anastasiakyrkan (kro. Sveta Stošija) är en romersk-katolsk katedral i staden Zadar i Kroatien. Katedralen byggdes under 300- och 400-talet och är den äldsta katedralen i Dalmatien. Den ursprungliga katedralen förstördes till största del när Venedig med korsfararnas hjälp, till trots att landet var katolskt, erövrade staden 1202 men byggdes upp igen på 1200- och 1300-talet.